# Georg Forster (componist)
Georg Forster (Amberg, ca 1510 – Neurenberg, 12 november 1568) was een Duitse geneesheer, componist en uitgever van de vijfdelige liedverzameling Frische teutsche Liedlein (1539-1556).

## Leven
Zijn jeugd bracht Forster vanaf 1521 door als leerling van de componist Lorenz Lemlin aan de Heidelbergse Hofkantorei. In 1531 schreef hij zich als student geneeskunde in aan de universiteit van Ingolstadt. In 1534 kreeg hij een studiebeurs om in Wittenberg te gaan studeren, waar hij Luther en Melanchton heeft leren kennen. Luther nam hem in zijn tafelgezelschap op en gaf hem compositieopdrachten. Na de voltooiing van zijn studies in 1539 beoefende Forster de geneeskunde eerst nog in Amberg en dan in Würzburg. In die tijd verschenen de eerste twee delen van zijn verzameling Frische teutsche Liedlein. In 1542 bracht Forster bovendien een bundel Würzburgse psalmen uit. Daarnaast kwam hij in Heidelberg als lijfarts in dienst van paltsgraaf Wolfgang, hertog van Zweibrücken en regent van de Oberpfalz. Hij vergezelde de vorst in 1542/43 op een lastige veldtocht tegen de hertog van Jülich in Vlaanderen. In 1544 ging Forster als lijfarts van abt Friedrich zu Hailsbronn naar Neurenberg, maar verliet die stad weer in 1545 voor Tübingen, om daar aan de universiteit te promoveren. In 1547 werd hij stadsarts in Neurenberg, waar hij in het huwelijk trad. Daar ook verscheen in 1549 het derde, en in 1556 het vierde en vijfde deel van de Liedlein. Samen met zijn Heidelbergse vrienden en collega’s had hij ook het voornemen een bloemlezing van geestelijke liederen samen te stellen; dit project werd evenwel niet meer verwezenlijkt.
Forsters verzameling meerstemmige wereldlijke liederen onderscheidt zich in de eerste plaats van andere uitgaven van zijn tijd (zoals het liederboek van Erhard Öglin uit 1521 en de liederboeken van Johann Ott uit 1534 en 1543) door haar omvang en haar representativiteit en, in de tweede plaats, doordat niet alleen de melodieën maar ook de tekst volledig werd afgedrukt (de andere gedrukte liederboeken van die tijd bevatten zelden meer dan een tekstincipit of enkel de eerste strofen). Forsters Frische teutsche Liedlein werden daarom een van de voornaamste gedrukte bronnen voor het repertoire van de Renaissance- of tenorliederen. Naast talrijke anonieme volksmelodieën en 'Evergreens' van componisten van de twee vorige generaties (zoals Heinrich Isaac en zijn leerling Ludwig Senfl of ook Arnold von Bruck) bevatten de vijf delen bovendien een aantal nieuwe composities van Forster zelf en van zijn Heidelbergse vrienden Jobst von Brandt, Paul Hofhaimer, Caspar Othmayr en Stefan Zirler.
In een tijd waarin de belangstelling voor Nederlandse liederen in het Heilige Roomse Rijk groot was nam Forster, weliswaar zonder vermelding van hun herkomst, drie Nederlandse liederen op in zijn tweede bundel kurtzweiliger guter frischer Teutscher Liedlein, met een licht verduitste spelling.

## Werken
- Ein außzug guter alter und newer Teutscher liedlein/einer rechten Teutschen art/auff allerley Instrumenten zubrauchen/außerlesen. Neurenberg 1539 
(2e oplage 1543; 3e oplage 1549 [gewijzigde titel]; 4e oplage 1552 [gewijzigde titel]; 5e oplage 1560/61)
- Der ander theyl kurtzweiliger guter frischer Teutscher Liedlein zu singen vast lustig. Neurenberg 1540 
(2e oplage 1549 [gewijzigde titel]; 3e oplage 1553; 4e oplage 1565)
- Der dritte theyl schöner lieblicher alter und newer Teutscher Liedlein, nicht alleine zu singen sondern auch auff allerley Instrumenten zu brauchen... und vormals nie gesehen. Neurenberg 1549 
(2 oplage 1552 [gewijzigde titel]; 3e oplage 1563)
- Der vierdt theyl schöner frölicher frischer alter und newer Teutscher Liedlein mit vier stimmen nicht allein zu singen sondern auch auff allen Instrumenten zu brauchen. Neurenberg 1556
- Der fünfft theyl schöner alter und newer Teutscher liedlein mit fünff stimmen nicht allein zu singen sondern auch auff allen Instrumenten zu brauchen. Neurenberg 1556

## Enkele van de beroemdste liederen uit Forsters bundels
- Ach Gott wem soll ichs klagen (Wolfgang Grefinger, een vijfstemmige zetting met Duitse tekst van het oorspronkelijk Nederlandse lied Rick God wien sal ich clagen)
- Drei Laub auf einer Linden (Jobst vom Brandt)
- Entlaubet ist der Walde (Thomas Stoltzer)
- Es ist ein Schnee gefallen (Caspar Othmayr)
- Es liegt ein Schloß in Österreich (Caspar Othmayr)
- Es sout een meiskin halen wijn (Sampson, het betreft een vierstemmig Nederlands zot lied)
- Es wollt ein Jäger jagen
- Ick seg adiu (anoniem, vierstemmig amoureus Nederlands lied)
- Ick weet ein vrauken amoureus (anoniem, vierstemmig amoureus Nederlands lied)
- Im Mayen, im Mayen
- Innsbruck, ich muß dich lassen (Heinrich Isaac)
- Mir ist ein feins brauns Maidelein (Caspar Othmayr)
- Vergangen ist mir Glück und Heil
- Wie schön blüht uns der Maien (Caspar Othmayr)
- Wir zogen in das Feld
- Wo soll ich mich hinkehren
- Wohl auf, gut Gsell, von hinnen (Caspar Othmayr)

- Biblioteca Nacional de España: XX1273051
- Bibliothèque nationale de France: cb14806472h (data)
- Gemeinsame Normdatei: 118534424
- International Standard Name Identifier: 0000 0000 5933 6749
- Library of Congress Control Number: nr88002582
- MusicBrainz: 28362f8a-fef6-484b-b11f-665453913468
- Nationale Bibliotheek van Tsjechië: js20011212080
- Nationale Bibliotheek van Israël: 987007288545605171
- Nederlandse Thesaurus van Auteursnamen: 170562255
- Réseau des bibliothèques de Suisse occidentale: 02-A012400405
- Système universitaire de documentation: 176247963
- Virtual International Authority File: 2735633
- WorldCat: E39PBJq6WYyYmQjKxqCYCJXPQq